# Adiaké (underprefektur)
Adiaké är en underprefektur i Elfenbenskusten. Den ligger i departementet med samma namn, i den sydöstra delen av landet, 300 km sydost om huvudstaden Yamoussoukro.